# Samsung SDI
Samsung SDI Co., Ltd. — часть группы компаний Samsung Group, базирующаяся в Южной Корее и отвечающая в основном за создание дисплеев, батарей и аккумуляторов.
Основана 20 февраля 1970 года как Samsung NEC Co Ltd. Текущее название компания получила в 1990 году. SDI в названии означает: S — Samsung; D — «дисплей» (Display) и «цифровой» (Digital), а I — «интерфейс» (Interface) и «компоненты интернета» (Internet Component).

## История
Samsung SDI - это дочерняя компания южнокорейского конгломерата Samsung Group, которая специализируется на производстве аккумуляторов, электродов и других продуктов для энергетических систем. Она была основана в 1970 году и на протяжении многих лет стала одним из ведущих мировых производителей аккумуляторов, играющим важную роль в развитии технологий хранения энергии.
История Samsung SDI началась в 1973 году с производства электролита для аккумуляторов. Компания постепенно расширяла свою сферу деятельности и стала ведущим производителем аккумуляторов для мобильных телефонов. Благодаря своим инновационным разработкам и высокому качеству продукции Samsung SDI завоевала доверие таких крупных мировых брендов, как Apple и BMW.
В 1990-х годах Samsung SDI расширила свою деятельность на производство аккумуляторов для ноутбуков, а затем и для электронных автомобилей. Компания стала лидером в разработке технологий литий-ионных аккумуляторов, обеспечивающих высокую производительность, длительный срок службы и быструю зарядку.
В 2010-х годах Samsung SDI продолжила инвестировать в разработку новых технологий и расширение своего бизнеса. Компания начала производство аккумуляторов для электрических и гибридных автомобилей, способствуя развитию экологически чистой транспортной системы. Также Samsung SDI активно работает над разработкой аккумуляторов для солнечной энергетики, энергетических хранилищ и других инновационных систем.
В настоящее время Samsung SDI является ключевым игроком в сфере энергетических систем и продолжает расширять свои возможности и глобальное присутствие. Компания продолжает разрабатывать новые технологии и инновационные продукты, которые улучшают качество жизни людей и способствуют устойчивому развитию экономики.

## Сфера
Основные направления деятельности — дисплеи (плазменные и др.) и химические источники тока (литиевые батареи, топливные элементы и т. п.). По данным на 2006 год занимала первое место в мире по производству аккумуляторов для электрических велосипедов.
В 2016 году на Детройтской автовыставке подразделение представило новые батареи для автомобилей. По их словам они позволять увеличить автономность электрокаров до 600 км.

## Экономические показатели
Экономические показатели за 2023 год
В 2023 году Samsung SDI сообщила о достижении рекордно высоких показателей дохода и операционной прибыли. Годовой доход компании составил 22.7 триллиона KRW, а операционная прибыль достигла 1.63 триллиона KRW. Это отражает годовой рост дохода на 12.8%, что является самым высоким результатом в истории компании. Однако операционная прибыль уменьшилась на 9.7% по сравнению с предыдущим годом.
Четвертый квартал 2023 года.
В четвертом квартале 2023 года компания зафиксировала доход в размере 5.56 триллиона KRW и операционную прибыль в размере 311.8 миллиарда KRW. По сравнению с предыдущим годом доход снизился на 7%, а операционная прибыль упала на 37%.
Бизнес аккумуляторов для электромобилей
Бизнес аккумуляторов для электромобилей Samsung SDI показал значительный рост в 2023 году, с увеличением дохода на 40% и ростом операционной прибыли на 93%1. Это подчеркивает стратегическое направление компании на развитие технологий для электромобилей и подтверждает ее лидирующие позиции в этом сегменте рынка.